# Хава наґіла
«Ха́ва наґі́ла» (івр. הבה נגילה) — одна з найпопулярніших і найвідоміших єврейських пісень, написана у 1918 році збирачем фольклору Авраамом Цві Ідельсоном на мелодію, яку він почув від хасидів з Буковини.

## Історія походження
«Хава наґіла», що на івриті в буквальному розумінні означає Радіймо, є адаптацією мелодії, яку Авраам Ідельсон почув і записав у 1915 році від хасидів, що приїхали до Палестини з міста Садгора (нині - передмістя Чернівців). За словами Ідельсона, у 1918 році йому знадобилася народна пісня для свого хору, який виступав на святковому концерті. Його вибір пав на почуту мелодію, мотив якої він розділив на чотири частини, і написав для неї слова на івриті. Вважається, однак, що у народному середовищі мелодія “Хава наґіла” виникла в середині XIX століття.[джерело?] Не виключено, що це сталося в єврейських містечках України. Мабуть, найкраще ілюструє ансамбль клезмерських музик полотно Яна Машковського “Маївка на Софіївці” з 1849 року. На ньому представленні околиці Львова, як тло, а на передньому плані — повна аналогія українських троїстих музик — скрипаль, цимбаліст і бубняр.
Пісня швидко стала популярною і через декілька років була вже відомою за кордоном, де її інколи називали палестинською. Спочатку мелодія пісні була дуже повільною, і своє сучасне звучання набула приблизно у 30-х роках.
Також існує інша версія походження пісні, за якою Ідельсон привласнив собі авторство слів, написаних у 1917 році одним з його учнів — Моше Натанзоном. Близькою за мелодією до “Хава наґіла” є й знаменита єврейська мелодія “Сім сорок”.[джерело?] Її й тепер залюбки виконують музики на українських весіллях. Дослідник єврейської старовини Борис Дорфман вважає, що текст пісні було складено на честь прибуття поїзда “Одеса-Київ” ще до І Світової війни.[джерело?]

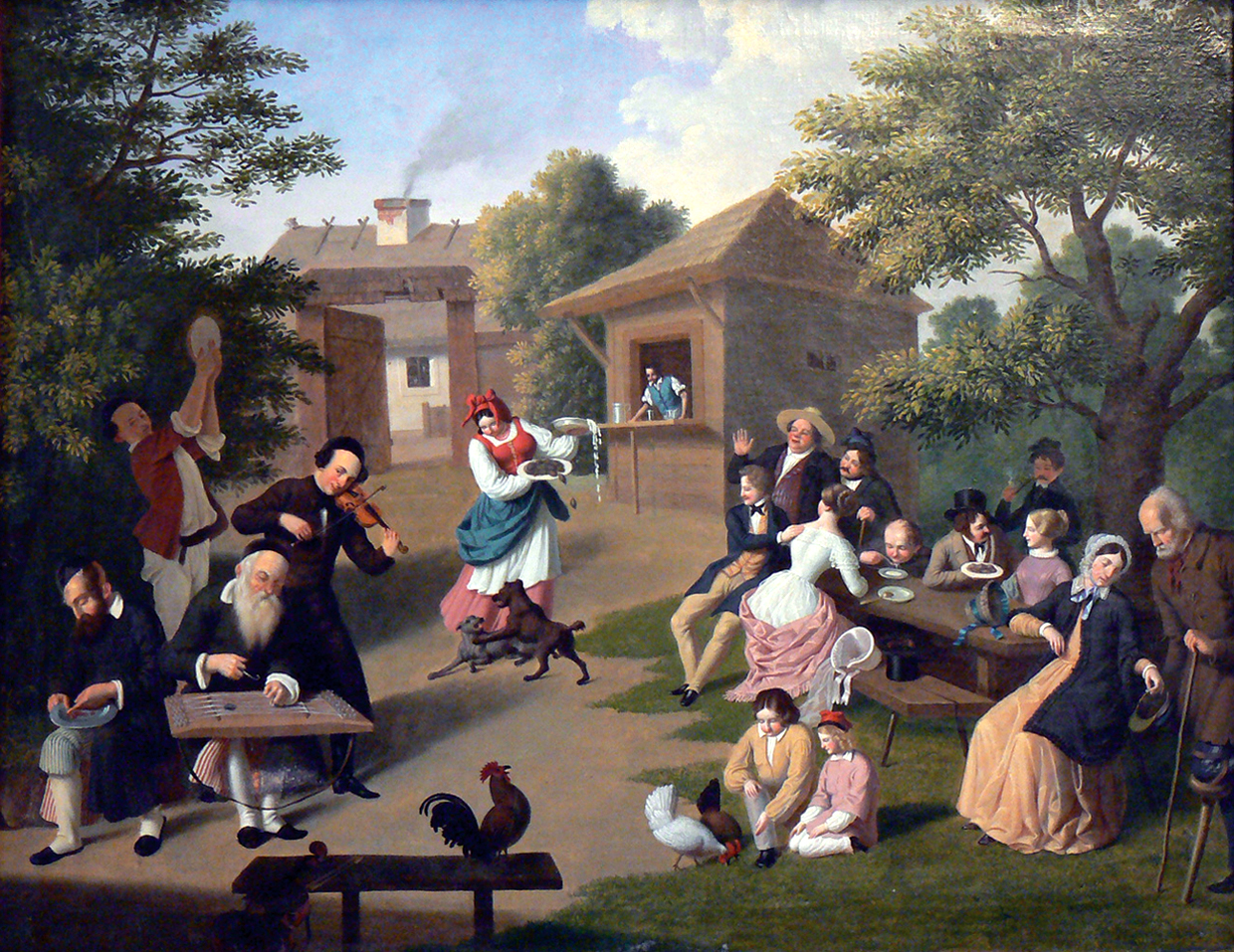
Маївка на Софіївці

## Текст пісні
| Транскрипція             | Іврит                       | Переклад                                  |
| Хава наґіла              | הבה נגילה                   | Радіймо                                   |
| Хава наґіла              | הבה נגילה                   | Радіймо                                   |
| Хава наґіла ве-нісмеха   | הבה נגילה ונשמחה            | Радіймо і тріумфуймо                      |
|                          | (повторити куплет два рази) |                                           |
| Хава неранена            | הבה נרננה                   | Співаймо                                  |
| Хава неранена            | הבה נרננה                   | Співаймо                                  |
| Хава неранена ве-нісмеха | הבה נרננה ונשמחה            | Співаймо і тріумфуймо                     |
|                          | (повторити куплет два рази) |                                           |
| Уру, уру ахім!           | !עורו, עורו אחים            | Пробудіться, пробудіться, браття!         |
| Уру ахім бе-лев самеах   | עורו אחים בלב שמח           | Пробудіться браття з радісним серцем      |
|                          | (повторити чотири рази)     |                                           |
| Уру ахім, уру ахім!      | !עורו אחים, עורו אחים       | Пробудіться, браття, пробудіться, браття! |
| Бе-лев самеах            | בלב שמח                     | З радісним серцем                         |

## Цікавинки
- За легендою, пісня була складена для святкування входу англійських військ в Єрусалим у 1917 році, через що піднялась радість серед євреїв.